# アレイショ＝プラティニ・メンガ
アレイショ＝プラティニ・メンガ（Aleixo-Platini Menga、1987年9月29日 ‐ ）は、アンゴラ出身でドイツ国籍の陸上競技選手。専門は短距離走。200mの自己ベストはドイツ歴代3位の20秒27。2015年世界リレー男子4×200mリレーの銅メダリストである。

## 経歴
2012年6月9日、オリンピックドイツ予選の男子200mで20秒33（+1.9）をマーク。これはトビアス・ウンガー（20秒20）、フランク・エンメルマン（20秒23）に次ぐドイツ歴代3位の好記録で、27日から開幕するヨーロッパ選手権のメダル獲得も期待されたが、練習中に靭帯を断裂してしまい、手術をして残りのシーズンを棒に振った。
2015年5月、世界リレーに出場すると、男子4×100mリレーは1走を務め、39秒40をマークしての8位入賞に貢献した。男子4×200mリレーでは3走を務め、予選で1分21秒46のドイツ記録を樹立。決勝は1分22秒65と予選よりタイムを落としたものの、ジャマイカ（1分20秒97）、フランス（1分21秒49）に次ぐ3位に入り、銅メダル獲得に貢献した。オリンピックと世界選手権も含め、世界大会のリレー種目におけるドイツ男子勢のメダル獲得は、1993年シュトゥットガルト世界選手権の4×400mリレーで銅メダルを獲得して以来、22年ぶりだった。
2015年8月、北京世界選手権の男子4×100mリレーでアンカーを務めると、決勝ではドイツ記録（38秒02）に迫る38秒15をマークして5位に入ったが、ゴール後に2位のアメリカがオーバーゾーンで失格となり、ドイツの順位は4位に繰り上がった。3位のカナダとは0秒02差で、この種目におけるドイツ勢初のメダルを惜しくも逃した。
2016年5月14日、クレアモントで開催された大会の男子200mで20秒27（0.0）の自己ベストをマーク。4年ぶりに自己ベストを0秒06更新し、20秒2台に突入した。
2016年7月29日、マンハイムで開催された大会の男子100mで10秒15（+1.8）をマークし、自己ベストを2年ぶりに0秒04更新した。

## 自己ベスト
記録欄の（　）内の数字は風速（m/s）で、+は追い風を意味する。
| 種目 | 記録          | 年月日                      | 場所         | 備考          |
| 屋外 | 屋外          | 屋外                        | 屋外         | 屋外          |
| ---- | ------------- | --------------------------- | ------------ | ------------- |
| 100m | 10秒15 (+1.8) | 2016年7月29日               | マンハイム   |               |
| 200m | 20秒27 (0.0)  | 2016年5月14日               | クレアモント | ドイツ歴代3位 |
| 屋外 |               |                             |              |               |
| 60m  | 6秒66         | 2014年2月22日 2017年2月18日 | ライプツィヒ |               |
| 200m | 20秒86        | 2017年2月11日               | ライプツィヒ |               |

## 主要大会成績
備考欄の記録は当時のもの
| 年     | 大会                      | 場所             | 種目    | 結果    | 記録            | 備考                      |
| ドイツ | ドイツ                    | ドイツ           | ドイツ  | ドイツ  | ドイツ          | ドイツ                    |
| ------ | ------------------------- | ---------------- | ------- | ------- | --------------- | ------------------------- |
| 2007   | ヨーロッパU23選手権 (en)  | デブレツェン     | 100m    | 準決勝  | 10秒55 (+1.6)   |                           |
| 2007   | ヨーロッパU23選手権 (en)  | デブレツェン     | 4x100mR | 決勝    | DNF (4走)       |                           |
| 2009   | ヨーロッパU23選手権 (en)  | カウナス         | 200m    | 2位     | 20秒59 (-0.2)   |                           |
| 2009   | 世界選手権                | ベルリン         | 200m    | 2次予選 | 20秒68 (-0.3)   |                           |
| 2014   | 世界リレー (en)           | ナッソー         | 4x100mR | 7位     | 38秒69 (1走)    |                           |
| 2014   | ヨーロッパ選手権          | チューリッヒ     | 200m    | 準決勝  | 20秒89 (+0.4)   |                           |
| 2015   | 世界リレー (en)           | ナッソー         | 4x100mR | 8位     | 39秒40 (1走)    |                           |
| 2015   | 世界リレー (en)           | ナッソー         | 4x200mR | 3位     | 1分22秒65 (3走) | 予選1分21秒46：ドイツ記録 |
| 2015   | 世界選手権                | 北京             | 4x100mR | 4位     | 38秒15 (4走)    |                           |
| 2016   | ヨーロッパ選手権          | アムステルダム   | 200m    | 準決勝  | 21秒06 (-1.7)   |                           |
| 2016   | オリンピック              | リオデジャネイロ | 200m    | 予選    | 20秒80 (-1.5)   |                           |
| 2017   | ヨーロッパ室内選手権 (en) | ベオグラード     | 60m     | 準決勝  | 6秒73           |                           |
| 2017   | 世界リレー (en)           | ナッソー         | 4x100mR | B決勝   | 39秒15 (4走)    |                           |
| 2017   | 世界リレー (en)           | ナッソー         | 4x200mR | 予選    | DNF (2走)       |                           |